# Atanasia Ionescu
Atanasia Ionescu, házassága után Albu (Ploiești, Románia, 1935. március 19. – 1990) olimpiai és világbajnoki bronzérmes román szertornász, edző, egyetemi adjunktus, nemzetközi sportbíró.
A román válogatott többi tagjával (Elena Petroșanu, Elena Leușteanu, Emilia Vătășoiu-Liță, Sonia Iovan, Elena Dobrowolski) együtt az első olyan román tornász, aki világbajnoki érmet nyert 1958-ban Moszkvában.
Mind a bukaresti Carol Davila Orvosi és Gyógyszerészeti Egyetem, mind pedig a román tornászválogatott edzőjeként kitűnő eredményeket ért el, több nemzetközi bajnok tornászt készítve fel.

## Életpályája
A bukaresti Testnevelési Intézetben (jelenleg Nemzeti Testnevelési és Sport Egyetem) csapatában kezdett tornázni, majd a szintén bukaresti Știința București sportklub tagja lett, ahol Nicolae Băiaşu edzette. 1957-ben került a román válogatottba, edzői itt Caius Jianu, Maria Simionescu és Petre Dungaciu voltak.
Egyetemi tanulmányait a bukaresti Testnevelési Intézetben végezte.

### Felnőttként

#### Országos eredmények
1959-ben és 1965-ben felemás korláton, 1963-ban pedig gerendán szerezte meg a román bajnoki címet.

#### Nemzetközi eredmények
1963-ban a Német Demokratikus Köztársaság-Románia kétoldalú találkozón ötödik helyezést ért el egyéni összetettben.

##### Európa-bajnokság
Európa-bajnokságon tornászként nem, csak a román válogatott edzőjeként vett részt, 1981-ben Madridban és 1983-ban Göteborgban.

##### Világbajnokság
Világbajnokságon kétszer vett részt, egy bronzérmet szerezve.
Először 1958-ban Moszkvában-ban, ahol a csapattal (Elena Petroșanu, Emilia Vătășoiu-Liță, Elena Leușteanu, Sonia Iovan, Elena Dobrowolski) szerezte meg Románia első torna-világbajnoki érmét, egy bronzot.
Másodszor 1962-ben Prágában, akkor a csapattal (Emilia Vătăşoiu-Liţă, Sonia Iovan, Elena Dobrowolski, Mariana Ilie, Ana Mărgineanu) kilencedik helyezést ért el.

##### Olimpiai játékok
Pályafutása során az olimpiai játékok két kiadásán vett részt, egy bronzérmet szerezve.
Először az 1960. évi nyári olimpiai játékokon Rómában, ahol bronzérmes lett a csapattal (Elena Leușteanu, Emilia Vătășoiu-Liță, Sonia Iovan, Elena Dobrowolski, Uta Poreceanu), valamint huszonegyedik helyezett egyéni összetettben.
Másodszor az 1964. évi nyári olimpiai játékokon Tokióban a csapattal (Elena Leușteanu, Elena Ceampelea, Emilia Vătășoiu-Liță, Sonia Iovan, Cristina Dobosan) a hatodik, egyéni összetettben pedig a negyvenegyedik helyig jutott.

### Visszavonulása után
Visszavonulása után a bukaresti Carol Davila Orvosi és Gyógyszerészeti Egyetem Testnevelési tanszékén előbb tanársegédként, majd adjunktusként tevékenykedett.
Az 1970-es–80-as években a román válogatott edzőjeként olyan nemzetközi bajnok tornászokat készített fel, mint Szabó Katalin vagy Aurelia Dobre.
Nemzetközi sportbíróként számos versenyen bíráskodott.
Tagja volt a Román Torna Szövetség végrehajtó bizottságának és az Edzők Központi Kollégiumának.
1990-ben hunyt el.

## Díjak, kitüntetések
1966-ban Kiváló Sportolói címmel tüntették ki.
Edzőként 1982-ben a Sportolói Érdemrend I. osztályával tüntették ki.